# 뇌검
뇌검은 한국에서 제작된 임권택 감독의 1969년 영화이다. 안길원 등이 주연으로 출연하였고 차태진 등이 제작에 참여하였다.

## 출연

### 주연
- 안길원
- 이훈
- 안일력
- 김청자
- 오경아

## 제작진
- 원작자: 성결
- 조명: 박태수
- 녹음: 손인호
- 미술: 노인택